# Abborrsjön (Viksjö socken, Ångermanland)
Abborrsjön är en sjö i Härnösands kommun i Ångermanland och ingår i Indalsälvens huvudavrinningsområde. Sjön har en area på 0,129 kvadratkilometer och ligger 186,1 meter över havet. Sjön avvattnas av vattendraget Viksjöån.

## Delavrinningsområde
Abborrsjön ingår i det delavrinningsområde (697017-158327) som SMHI kallar för Utloppet av Abborrsjön. Medelhöjden är 245 meter över havet och ytan är 1,08 kvadratkilometer. Räknas de 6 avrinningsområdena uppströms in blir den ackumulerade arean 38,56 kvadratkilometer. Viksjöån som avvattnar avrinningsområdet har biflödesordning 4, vilket innebär att vattnet flödar genom totalt 4 vattendrag innan det når havet efter 50 kilometer. Avrinningsområdet består mestadels av skog (78 procent). Avrinningsområdet har 0,13 kvadratkilometer vattenytor vilket ger det en sjöprocent på 11,6 procent.